# روز استقلال ایالات متحده آمریکا
روز استقلال ایالات متحده آمریکا (به انگلیسی: Independence Day)، که با نام چهارم جولای (به انگلیسی: Fourth of July) نیز شناخته می‌شود، یک جشن فدرال در آمریکا است که یادآور تصویب اعلامیهٔ استقلال ایالات متحدهٔ آمریکا در روز ۴ ژوئیه ۱۷۷۶ میلادی می‌باشد. کنگره قاره ای در آن زمان رسماً اعلام نمود که ۱۳ مستعمره آمریکایی خود را به عنوان یک ملت واحد می‌دانند و دیگر قسمتی از پادشاهی بریتانیای بزرگ محسوب نمی‌گردند. در واقع کنگره دو روز پیش تر یعنی در روز ۲ ژوئیه رای به استقلال داده بود. این روز یکی از تعطیلات رسمی در ایالات متحده آمریکا است. همه ساله چهارم ژوئیه —سالروز تأیید متن و عبارت‌بندی اعلامیه توسط کنگره— به عنوان روز استقلال آمریکا جشن گرفته می‌شود.
در ایالات متحده آمریکا «روز استقلال» همراه است با آتش بازی، رژه، باربکیو، کارناوال، پیک نیک، کنسرت، بازیهای بیس بال، سخنرانی‌ها و جشن‌های سیاسی، و خیلی دیگر از برنامه‌ها مراسمی که برای بزرگداشت تاریخ و سنن در این کشور برپا می‌گردد. روز استقلال روز ملی ایالت متحده است.
روز استقلال معمولاً با آتش بازی، رژه، باربیکیو، کارناوال، نمایشگاه، پیک نیک، کنسرت، بازی‌های بیسبال، گردهمایی‌های خانوادگی، سخنرانی‌های سیاسی و مراسم، علاوه بر رویدادهای مختلف عمومی و خصوصی دیگر که تاریخ، دولت را جشن می‌گیرند، مرتبط است. و سنت‌های ایالات متحده روز استقلال روز ملی ایالات متحده است.

## پیش زمینه
در طول انقلاب آمریکا، جدایی قانونی سیزده مستعمره از بریتانیای کبیر در سال ۱۷۷۶ در واقع در ۲ ژوئیه رخ داد، زمانی که کنگره دوم قاره ای به تصویب قطعنامه استقلال که در ژوئن توسط ریچارد هنری لی از ویرجینیا پیشنهاد شده بود، رای داد و اتحاد را اعلام کرد. کشورهای مستقل از حکومت بریتانیای کبیر. پس از رای دادن به استقلال، کنگره توجه خود را به اعلامیه استقلال معطوف کرد، بیانیه ای که این تصمیم را توضیح می‌دهد، که توسط کمیته ای پنج نفره تهیه شده بود که توماس جفرسون نویسنده اصلی آن بود. کنگره به بحث و بازنگری متن بیانیه پرداخت تا نکوهش شدید تجارت برده را حذف کند، سرانجام دو روز بعد در ۴ ژوئیه آن را تصویب کرد. یک روز قبل، جان آدامز به همسرش ابیگیل نامه نوشته بود:
| « | روز دوم ژوئیه ۱۷۷۶، به یاد ماندنی‌ترین دوران در تاریخ آمریکا خواهد بود. من می‌توانم باور کنم که این جشن توسط نسل‌های بعدی به عنوان جشنواره بزرگ سالگرد جشن گرفته خواهد شد. باید به عنوان روز رستگاری، با فداکاری رسمی به خداوند متعال، یاد کرد. باید با شکوه و رژه، با نمایش‌ها، بازی‌ها، ورزش‌ها، تفنگ‌ها، زنگ‌ها، آتش‌سوزی‌ها و نورافشانی‌ها، از این سر تا آن سوی قاره، از این زمان به بعد برای همیشه بیشتر جشن گرفته شود. | » |

پیش‌بینی آدامز دو روز دیگر متوقف شد. از همان ابتدا، آمریکایی‌ها استقلال را در ۴ ژوئیه جشن گرفتند، تاریخی که در اعلامیه استقلال بسیار تبلیغاتی نشان داده شده‌است، نه در ۲ ژوئیه، تاریخی که قطعنامه استقلال در جلسه غیرعلنی کنگره تصویب شد.
مورخان مدتها در این که آیا اعضای کنگره اعلامیه استقلال را در ۴ ژوئیه امضا کرده‌اند یا خیر، اختلاف داشتند. توماس جفرسون، جان آدامز و بنجامین فرانکلین همه بعداً نوشتند که در ۲ جونیه آن را امضا کرده بودند. اما اکثر مورخان به این نتیجه رسیده‌اند که اعلامیه تقریباً یک ماه پس از تصویب آن در ۲ اوت ۱۷۷۶ امضا شده‌است و نه در ۴ ژوئیه که معمولاً تصور می‌شود.
به طور کاملا اتفاقی، توماس جفرسون و جان آدامز، تنها دو امضاکننده اعلامیه استقلال که بعداً به عنوان رئیس‌جمهور ایالات متحده خدمت کردند، هر دو در یک روز درگذشتند. ۴ ژوئیه ۱۸۲۶، که پنجاهمین سالگرد اعلامیه بود. جفرسون حتی به این واقعیت اشاره کرد. جیمز مونرو، یکی دیگر از بنیانگذاران که به عنوان رئیس‌جمهور انتخاب شد، اگرچه امضاکننده اعلامیه استقلال نبود، همچنین در ۴ ژوئیه ۱۸۳۱ درگذشت و او را به سومین رئیس‌جمهور تبدیل کرد که در سالگرد استقلال درگذشت. تنها رئیس‌جمهور ایالات متحده که در روز استقلال متولد شد، کالوین کولیج بود که در ۴ ژوئیه ۱۸۷۲ به دنیا آمد.

## رسوم
روز استقلال یک جشن ملی است که با نمایش‌های میهنی مشخص می‌شود. مشابه سایر رویدادهای تابستانی، جشن‌های روز استقلال اغلب در فضای باز برگزار می‌شود. بسیاری از سیاستمداران در این روز حضور در یک رویداد عمومی برای تمجید از میراث، قوانین، تاریخ، جامعه و مردم کشور را مهم می‌دانند.
طبق 5 U.S.C. § ۶۱۰۳، روز استقلال یک تعطیلات فدرال است، بنابراین همه موسسات غیر ضروری فدرال (مانند خدمات پستی و دادگاه‌های فدرال) در آن روز تعطیل هستند. در حالی که تعطیلات قانونی در ۴ ژوئیه باقی می‌ماند، اگر آن تاریخ در روز شنبه یا یکشنبه باشد، کارمندان دولت فدرال به ترتیب روز جمعه یا دوشنبه مجاور را تعطیل خواهند کرد.
خانواده‌ها اغلب روز استقلال را با میزبانی یا شرکت در یک پیک نیک یا باربیکیو جشن می‌گیرند. بسیاری از آنها از روز تعطیل و در برخی سالها از تعطیلات آخر هفته برای دور هم جمع شدن با اقوام یا دوستان استفاده می‌کنند. تزئینات (به عنوان مثال، استریمر، بادکنک، و لباس) عموماً به رنگ قرمز، سفید و آبی، رنگ‌های پرچم آمریکا هستند. رژه‌ها اغلب صبح‌ها، قبل از گردهمایی‌های خانوادگی برگزار می‌شوند، در حالی که نمایش‌های آتش‌بازی بعد از تاریکی شب در مکان‌هایی مانند پارک‌ها، مکان‌های ورزشی، نمایشگاه‌ها، سواحل عمومی یا میدان‌های شهر انجام می‌شود.
شب قبل از چهارمین روزی نقطه کانونی جشن‌ها بود، که با تجمعات پرشور که اغلب آتش‌افزارها را به عنوان مرکز اصلی خود در بر می‌گرفت، مشخص می‌شد. در نیوانگلند، شهرها برای ساختن اهرام سر به فلک کشیده که از بشکه‌ها و چلیک‌ها مونتاژ شده بودند، با هم رقابت کردند. آنها را هنگام شب روشن کردند تا جشن را آغاز کنند. بالاترین‌ها در سالم، ماساچوست، با اهرام متشکل از چهل طبقه بشکه بود. اینها بلندترین آتش‌سوزی‌های ثبت‌شده را ایجاد کردند. این رسم در قرن ۱۹ و ۲۰ شکوفا شد و هنوز هم در برخی از شهرهای نیوانگلند انجام می‌شود.

## گالری جشن
- تریلر میهنی نمایش داده شده در سینماهای جشن ۴ ژوئیه ۱۹۴۰

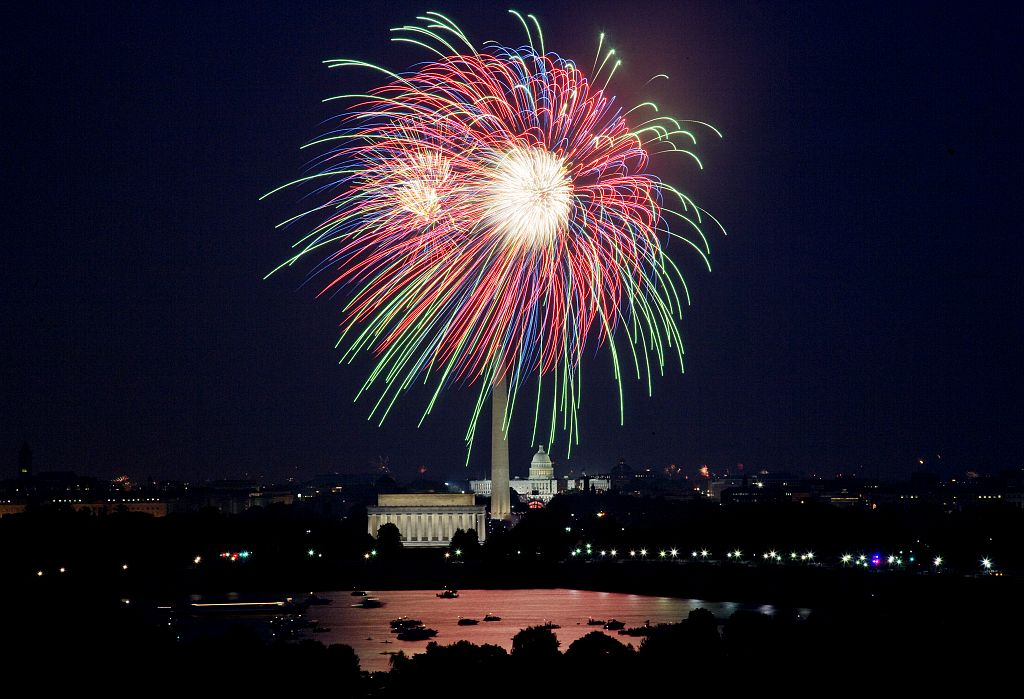
پیش از آتش بازی بر فراز مرکز خرید ملی در واشنگتن دی سی، هر ۴ جولای، کنسرتی به نام A Capitol Fourth برگزار می‌شود که در خارج از ساختمان کنگره ایالات متحده برگزار می‌شود و از شبکه تلویزیونی عمومی آمریکا PBS پخش می‌شود.
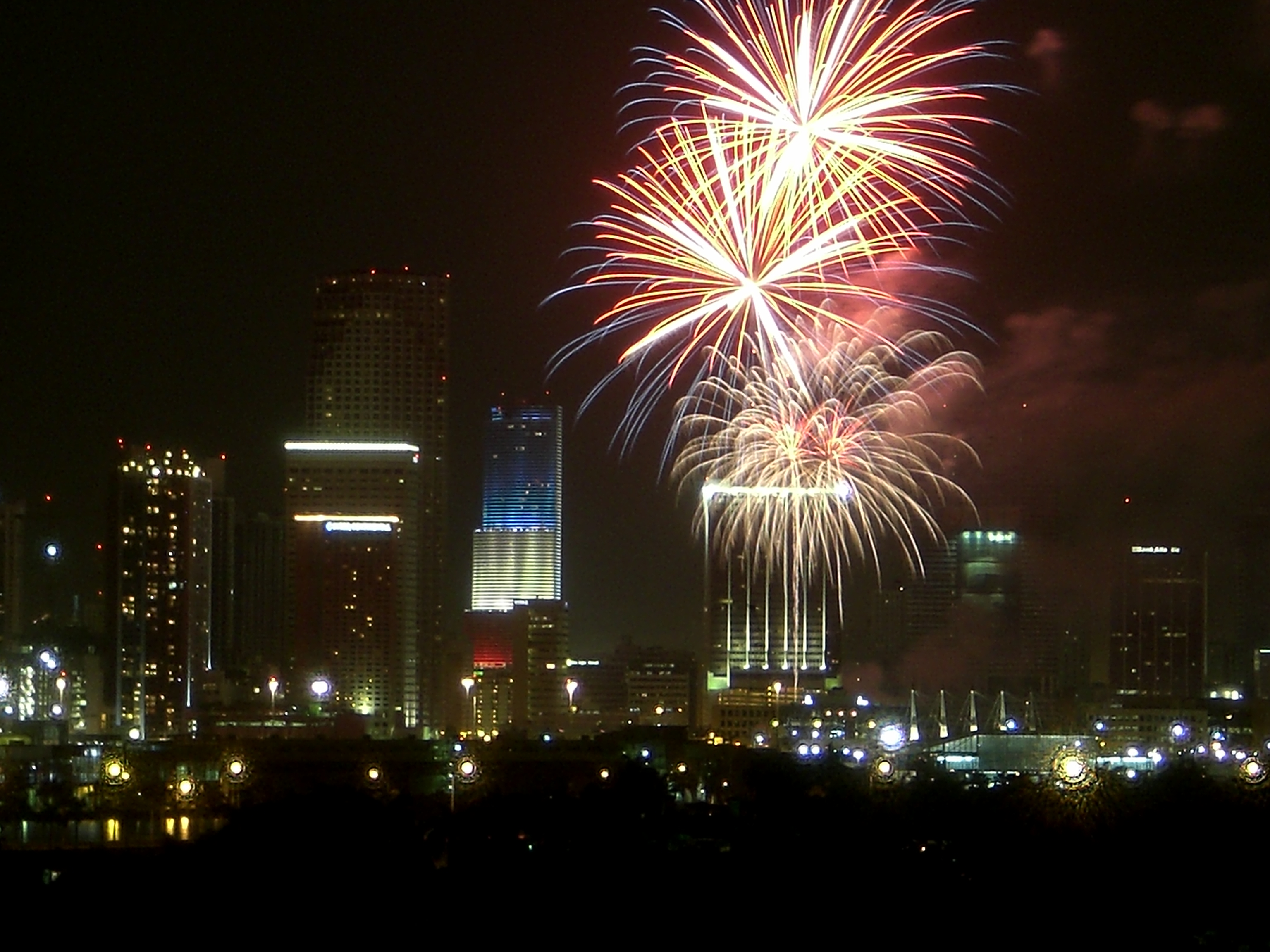
علاوه بر نمایش آتش بازی، میامی، فلوریدا، یکی از بلندترین ساختمان‌های خود را با طرح رنگ قرمز، سفید و آبی میهن پرستانه در روز استقلال روشن می‌کند.
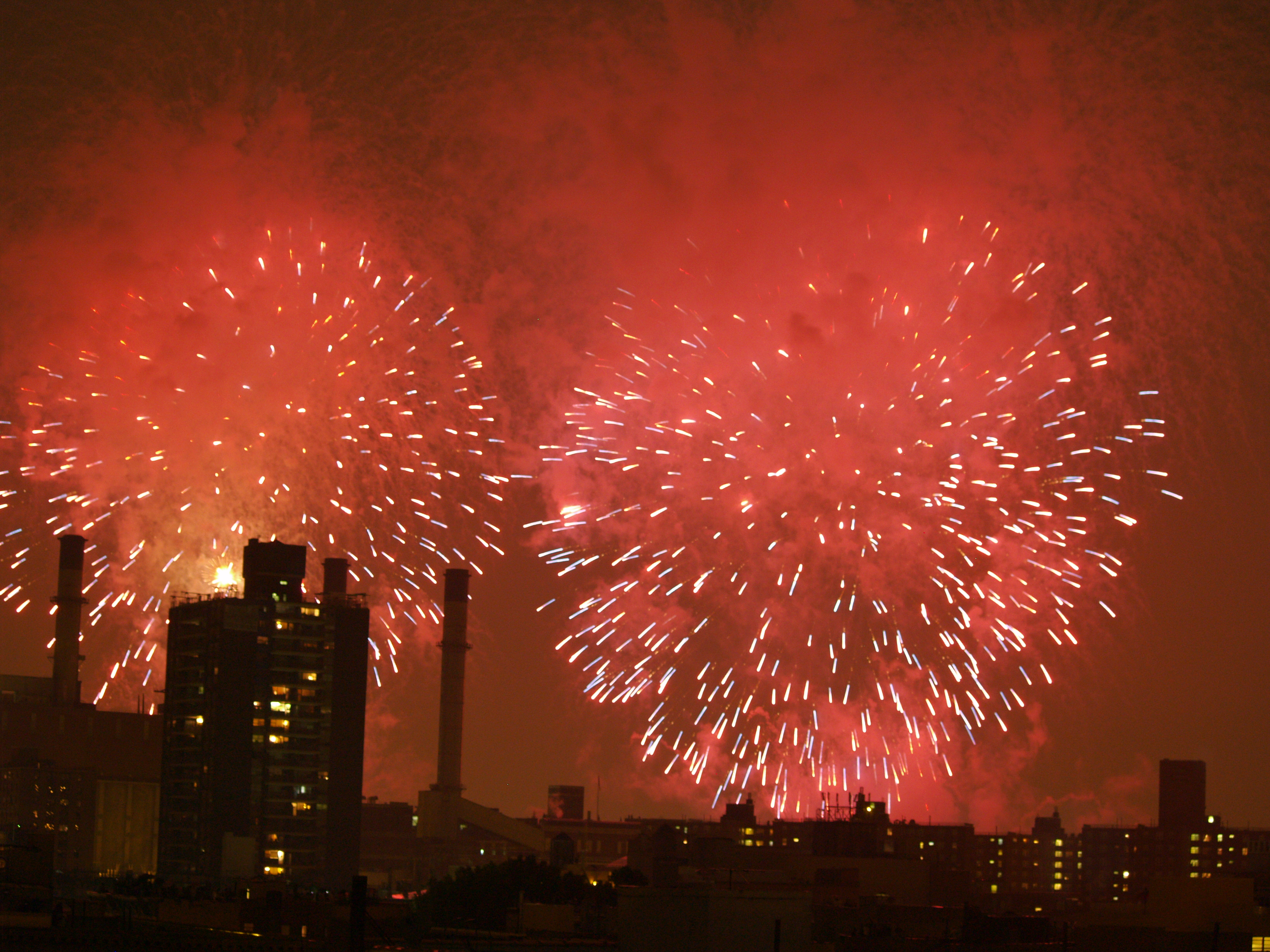
نمایش آتش بازی شهر نیویورک، که در بالا در دهکده شرقی نشان داده شده‌است، توسط میسی حمایت می‌شود و بزرگترین در کشور است.
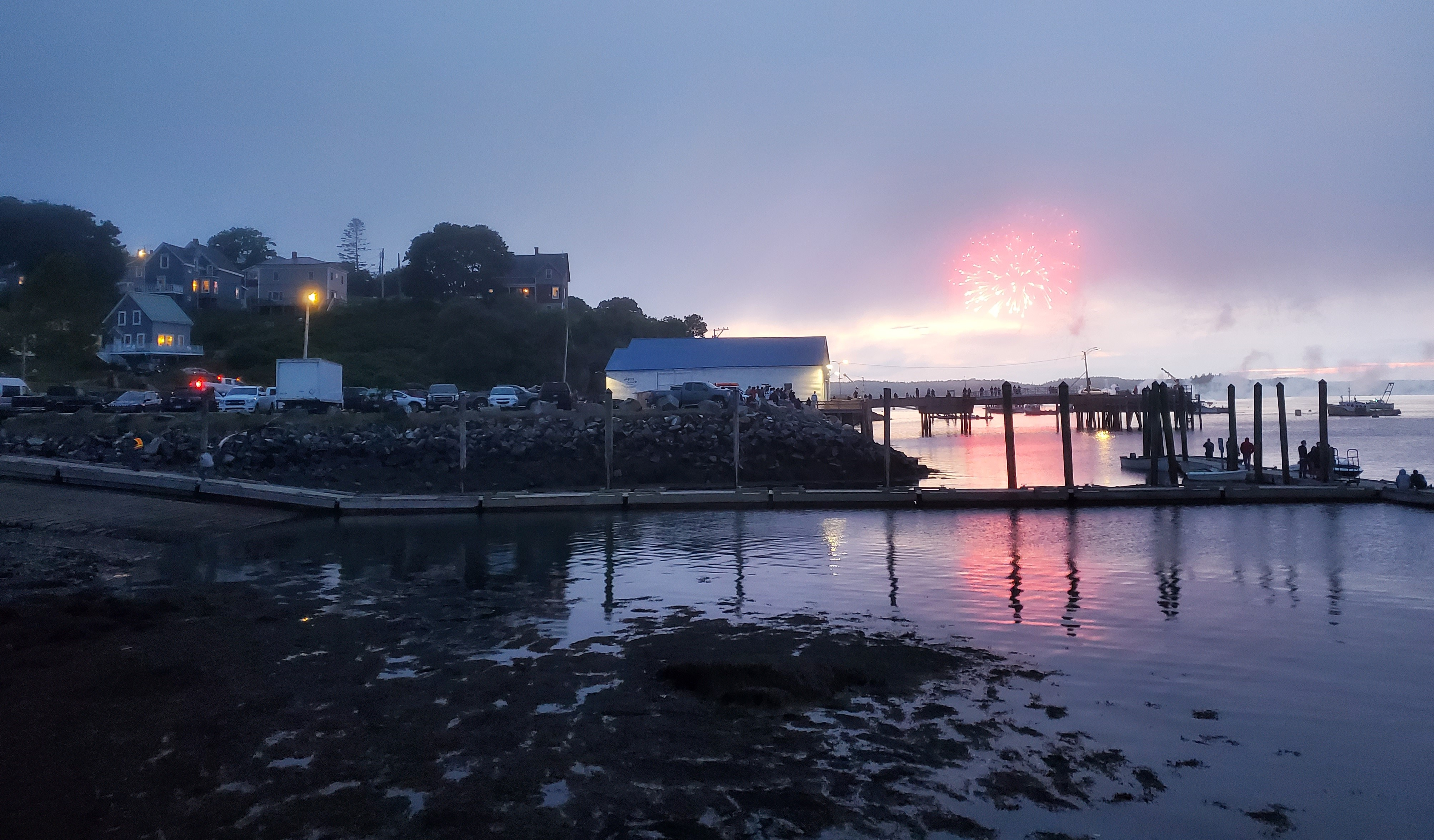
شهرها با هر اندازه ای جشن برگزار می‌کنند. در اینجا یک نمایش آتش بازی در شرقی‌ترین شهر آمریکا، لوبک، مین، با جمعیت ۱۳۰۰ نشان داده شده‌است. کانادا در سراسر کانال به سمت راست است.
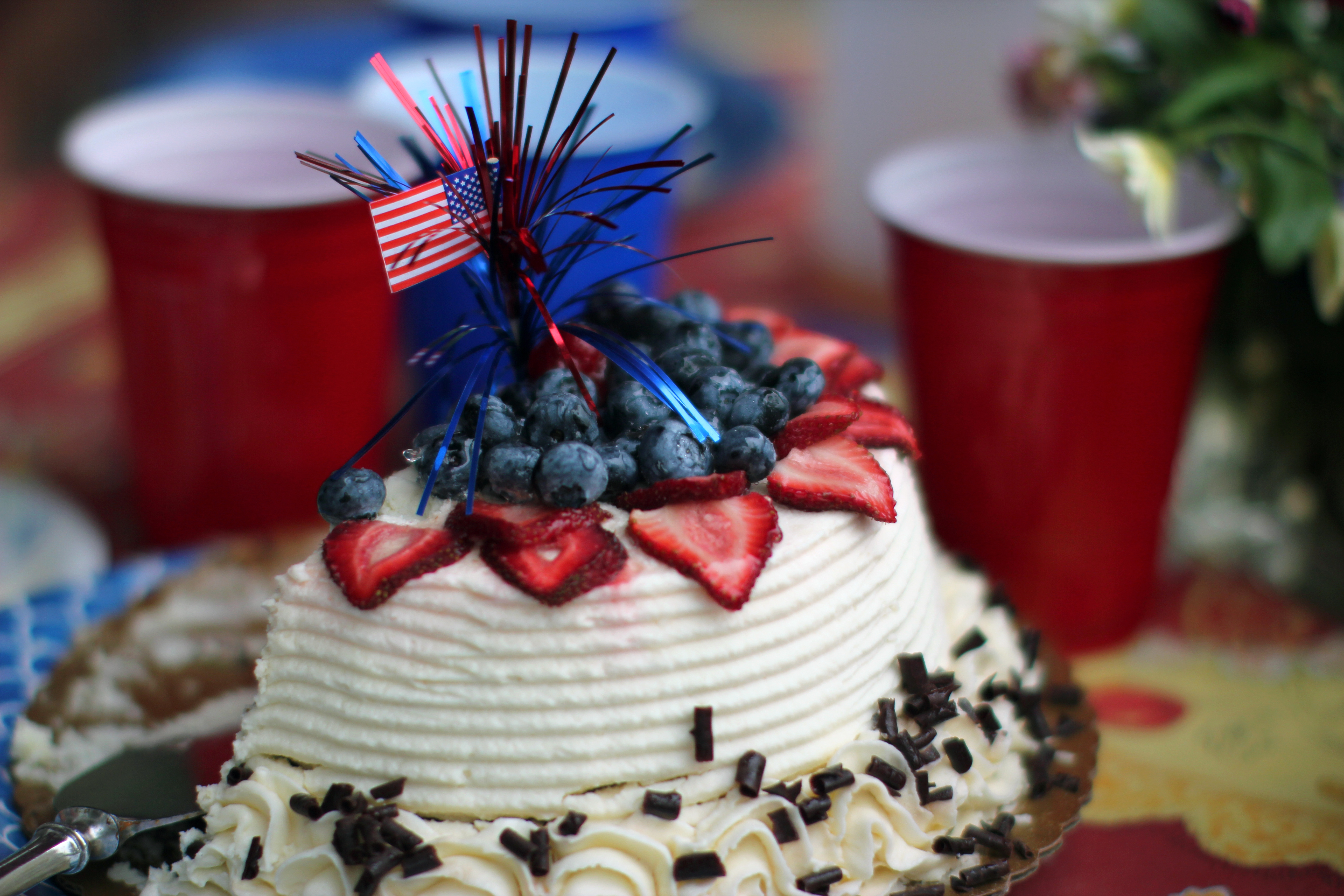
کیک روز استقلال با تزئین جشن
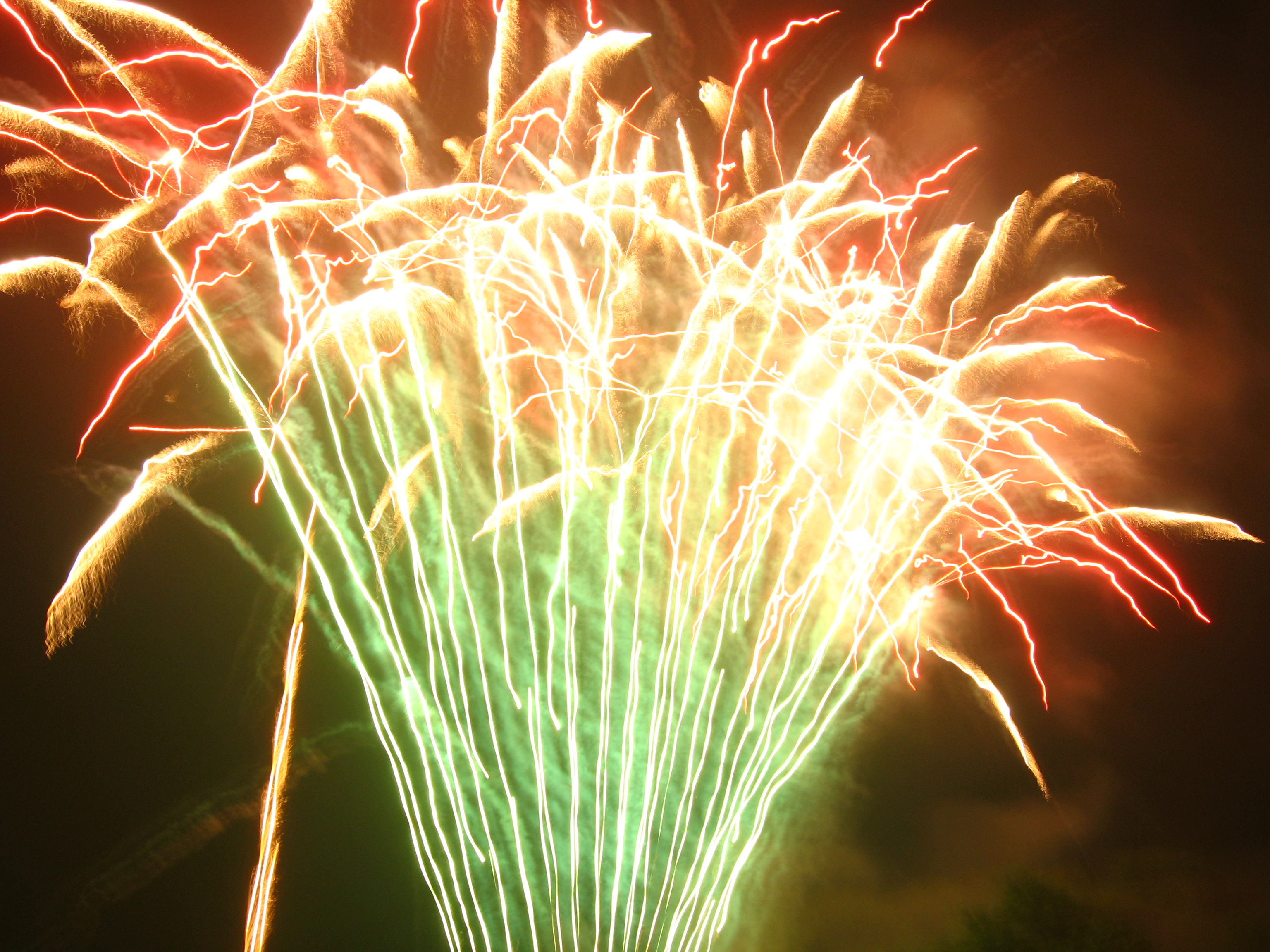
آتش بازی در ناربرث، پنسیلوانیا.